# Spoorlijn Morlaix - Carhaix
De spoorlijn Morlaix - Carhaix was een Franse spoorlijn van Morlaix naar Carhaix-Plouguer. De lijn was 47,3 km lang en heeft als lijnnummer 483 000.

## Geschiedenis
De lijn werd geopend door de Compagnie des chemins de fer de l'Ouest op 28 september 1891. Reizigersverkeer werd opgeheven op 10 april 1967, tegelijk met het goederenvervoer.

## Aansluitingen
In de volgende plaats was er een aansluiting op de volgende spoorlijnen:
Carhaix
RFN 480 000, spoorlijn tussen Carhaix en Camaret-sur-Mer
RFN 484 000, spoorlijn tussen Carhaix en Rosporden
RFN 485 000, spoorlijn tussen Guingamp en Carhaix
RFN 487 000, spoorlijn tussen Carhaix en Loudéac

## Galerij

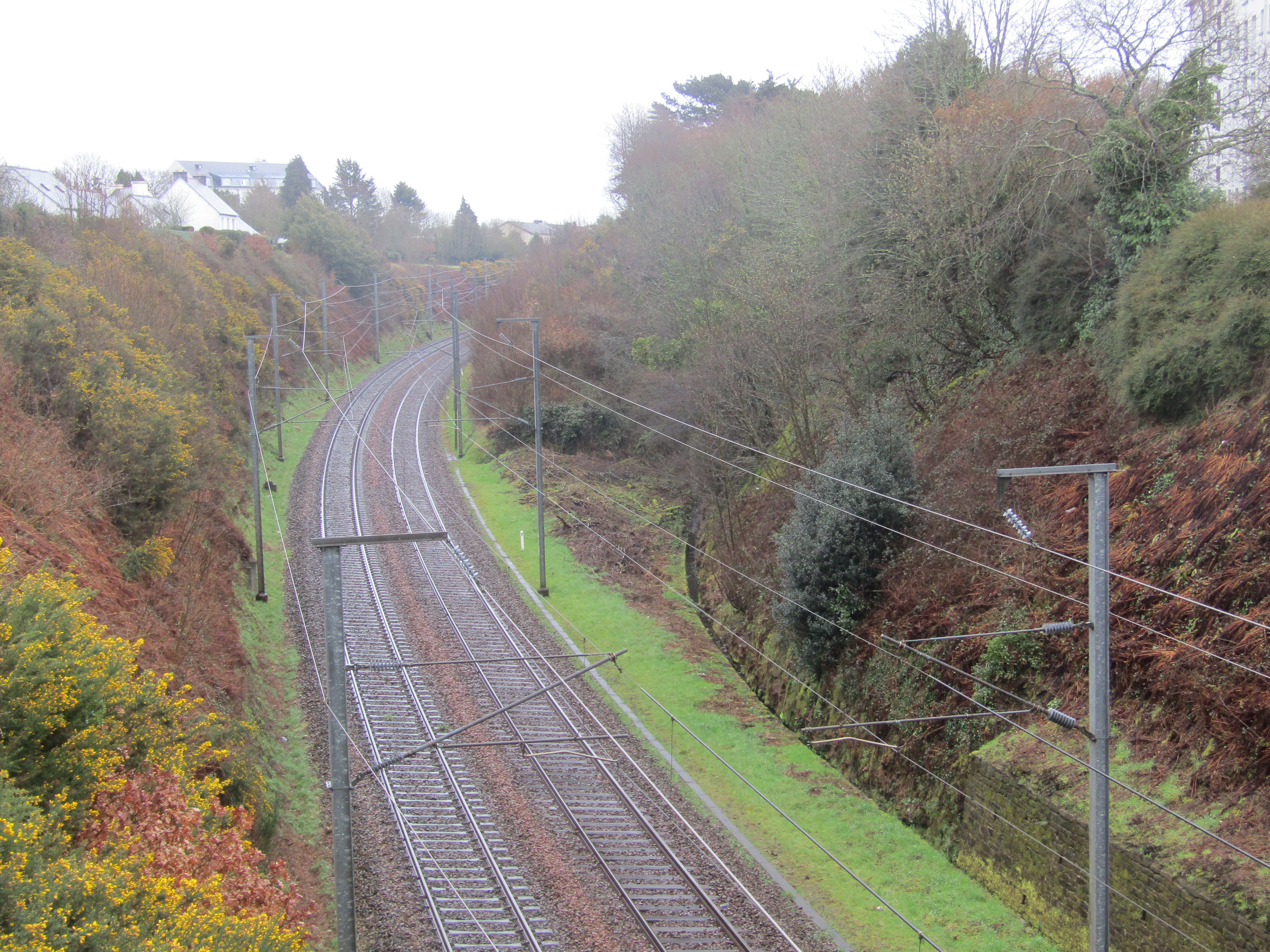
Voormalige aansluiting op de lijn Parijs-Brest
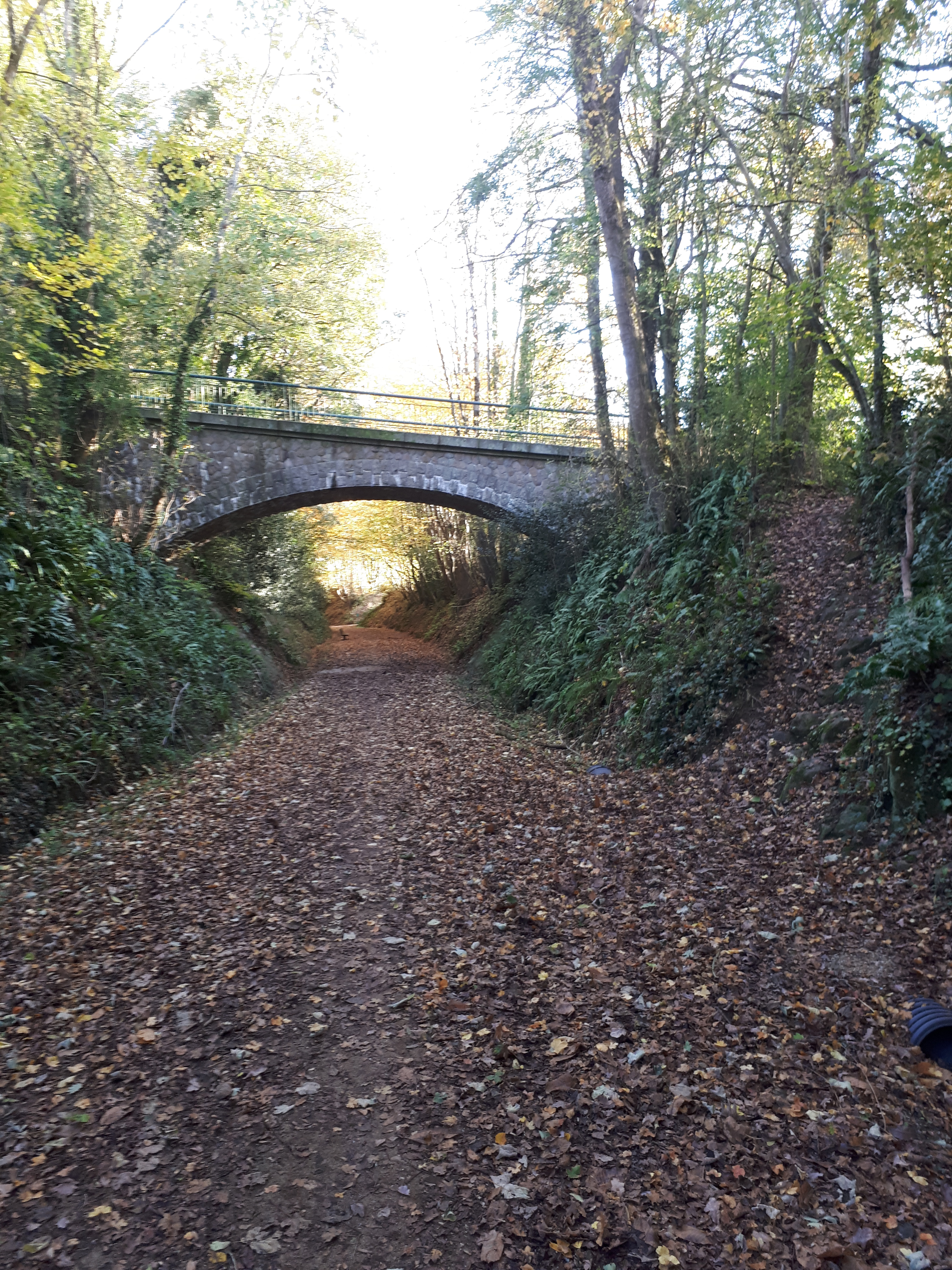
Spoorbedding bij Morlaix
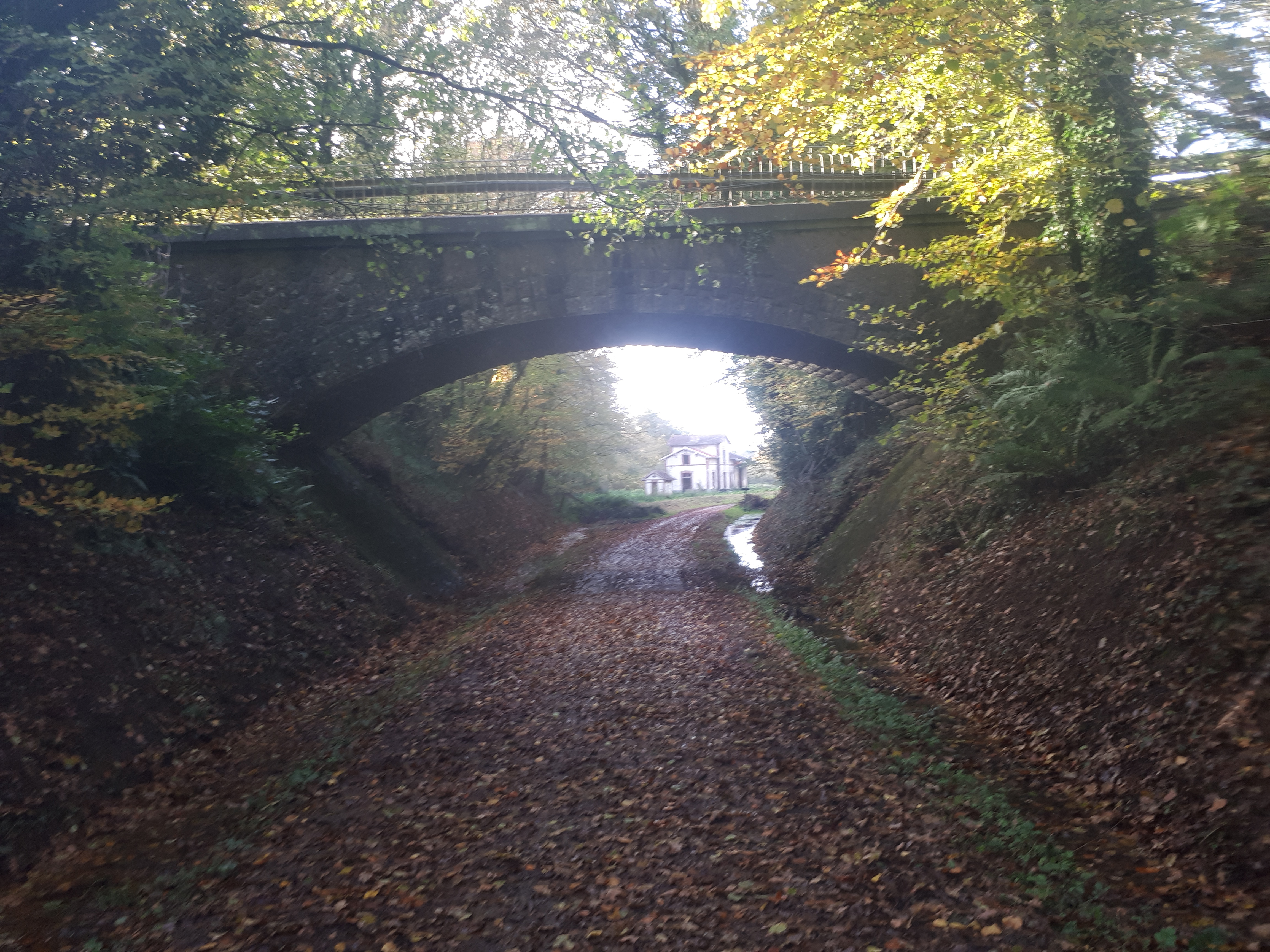
Voormalig station Kermeur